# Pathsala
Pathsala é uma cidade e uma town area committee no distrito de Barpeta, no estado indiano de Assam.

## Demografia
Segundo o censo de 2001, Pathsala tinha uma população de 9652 habitantes. Os indivíduos do sexo masculino constituem 53% da população e os do sexo feminino 47%. Pathsala tem uma taxa de literacia de 81%, superior à média nacional de 59,5%: a literacia no sexo masculino é de 85% e no sexo feminino é de 76%. Em Pathsala, 10% da população está abaixo dos 6 anos de idade.